# Voetbalkampioenschap van Lübeck-Mecklenburg 1932/33
In 1932/33 werd het tiende en laatste voetbalkampioenschap van Lübeck-Mecklenburg gespeeld, dat georganiseerd werd door de Noord-Duitse voetbalbond. 
Schweriner FC 03 werd kampioen en plaatste zich voor de Noord-Duitse eindronde. Ook vicekampioen Lübecker BV Phönix 03 was geplaatst. Schwerin werd laatst in zijn groep, Phönix derde. 
Na dit seizoen kwam de NSDAP aan de macht en werden alle regionale voetbalbonden opgeheven. De Gauliga werd ingevoerd als hoogste klasse en de clubs uit de competitie Lübeck-Mecklenburg gingen spelen in de Gauliga Nordmark. De top twee plaatste zich en de andere clubs gingen in de nieuwe Bezirksliga spelen, de tweede klasse. 

## Oberliga
| Plaats | Club                    | Wed. | W  | G | V  | Saldo | Ptn   |
| ------ | ----------------------- | ---- | -- | - | -- | ----- | ----- |
| 1.     | Schweriner FC 03        | 14   | 10 | 1 | 3  | 46:23 | 21:7  |
| 2.     | SV Polizei Lübeck       | 14   | 8  | 3 | 5  | 42:21 | 19:9  |
| 3.     | VfL Schwerin            | 14   | 9  | 0 | 5  | 56:33 | 18:10 |
| 4.     | Lübeck BV Phönix 1903   | 14   | 8  | 2 | 4  | 43:27 | 18:10 |
| 5.     | Lübecker SV 1913        | 14   | 7  | 1 | 6  | 34:34 | 15:13 |
| 6.     | Oldesloer SV            | 14   | 3  | 3 | 8  | 26:41 | 9:19  |
| 7.     | FC Germania 1904 Wismar | 14   | 3  | 2 | 9  | 22:50 | 8:20  |
| 8.     | Rostocker SC 1895       | 14   | 2  | 0 | 12 | 20:60 | 4:24  |

|  | Kampioen, geplaatst voor Noord-Duitse eindronde en Gauliga Nordmark 1933/34 |
|  | Geplaatst voor Noord-Duitse eindronde en Gauliga Nordmark 1933/34           |
|  | Degradatie                                                                  |